# Lady Cockburn och hennes tre äldsta söner
Lady Cockburn och hennes tre äldsta söner (engelska: Lady Cockburn and her Three Eldest Sons) är en oljemålning av den engelske konstnären sir Joshua Reynolds. Den målades 1773 och ingår sedan 1906 i National Gallerys samlingar i London. 
Reynolds var jämte Thomas Gainsborough den främste porträttmålaren av den engelska aristokratin under 1700-talet. Målningen porträtterar Augusta Anne Ayscough (1749–1837, gift lady Cockburn) och sönerna James Cockburn, 9:e baronet (1771–1852), George Cockburn, 10:e baronet (1772–1853) och William Cockburn, 11:e baronet (1773–1858). Den avbildade papegojan var konstnärens egen.   
Reynolds var en klassiskt skolad målare som 1768 blev Royal Academy of Arts förste preses. Ofta gav Reynolds sina modeller en mytologisk förklädnad. I Lady Cockburn och hennes tre äldsta söner har han framställt pojkarna som lätt draperade puttofigurer. Den knäböjande sonen till vänster (James Cockburn) har stora likheter med pojken (Cupido) i Diego Velázquez Venus med spegel (1647–1651). Målningens komposition är inspirerad av Anthonis van Dycks Kärlek (1627–1628) vars titel refererar till de teologala dygder "tro, hopp och kärlek". Dygden kärlek (engelska: Charity) är ett vanligt förekommande motiv i konsten och framställs ofta som en mor som osjälviskt tar hand om sina barn.  

## Relaterade bilder

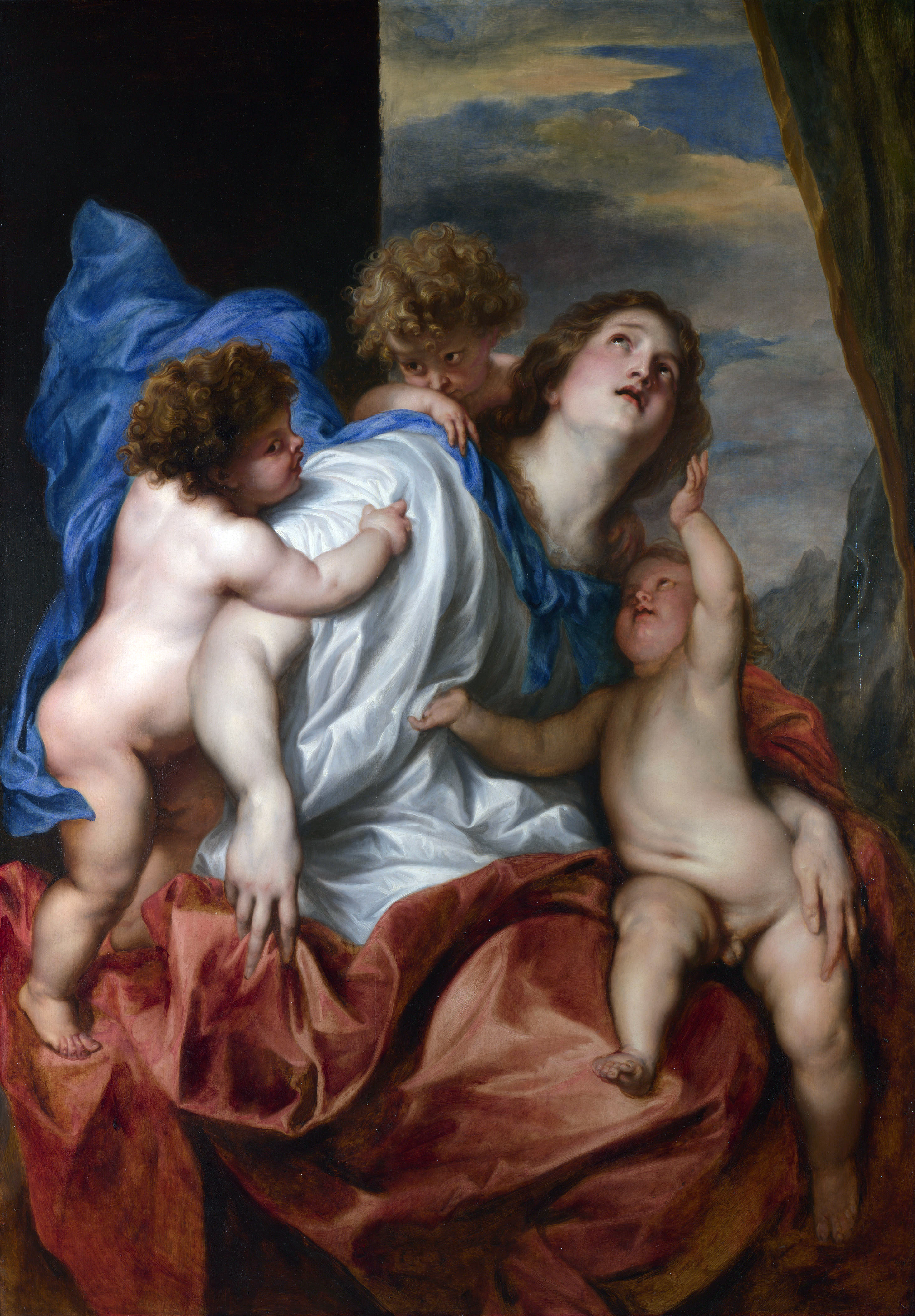
Anthonis van Dycks Kärlek (1627–1628), också utställd på National Gallery.